# Município de Darby (condado de Union, Ohio)
Localização do Ohio nos E.U.A.
O município de Darby (em inglês: Darby Township) é um município localizado no condado de Union no estado estadounidense de Ohio. No ano 2010 tinha uma população de 2060 habitantes e uma densidade populacional de 25,14 pessoas por km².

## Geografia
O município de Darby encontra-se localizado nas coordenadas 40° 09′ 18″ N, 83° 20′ 19″ O. Segundo a Departamento do Censo dos Estados Unidos, o município tem uma superfície total de 81.94 km², da qual 81,01 km² correspondem a terra firme e (1,13 %) 0,93 km² é água.

## Demografia
Segundo o censo de 2010, tinha 2060 pessoas residindo no município de Darby. A densidade de população era de 25,14 hab./km².